# Montevarchi Calcio Aquila 1902
Muffarchi Calcio Aquila 1902 là một câu lạc bộ bóng đá Ý, có trụ sở tại Muffarchi, Tuscany.

## Lịch sử

### Thành lập
Câu lạc bộ được thành lập vào năm 1902 với tên là Socà Ciclistica Aquila và năm 1926 được đổi tên thành Club Sportivo Aquila Muffarchi.
Biaarchi mùa 2010-11, từ Serie D nhóm E đã xuống hạng, trong trận play-out, đến Eccellenza Tuscany.

### Giải thể
Vào ngày 24 tháng 11 năm 2011, đội đã bị tuyên bố phá sản và ngay lập tức bị loại khỏi giải vô địch Eccellenza Tuscany với bức xạ do hậu quả từ bóng đá Ý.

## Đối thủ
Các đối thủ chính của nó ở Tuscany bao gồm Arezzo, Carrarese, Sangaguannese, Siena, Viareggio, Poggibonsi, Prato, Lucchese, Pistoiese và Massese và những đội bên ngoài khu vực bao gồm Alessandria, Foligno, Pavia và Gualdo.

## Màu sắc và huy hiệu
Màu của đội là đỏ và tím. Màu tím thường bị nhầm với màu xanh đậm.